# 尖吻银鲛
尖吻银鲛（学名：Harriotta raleighana）也作扁吻银鲛，为银鲛科尖吻银鲛属的鱼类，分布于大西洋和太平洋中200—3100米深水域。
1983年中国学者发布一新种后鳍尖吻银鲛（Harriotta opisthoptera），后被认定为本种的同物异名。